# Macrothemis imitans
Macrothemis imitans is een libellensoort uit de familie van de korenbouten (Libellulidae), onderorde echte libellen (Anisoptera).
De wetenschappelijke naam Macrothemis imitans is voor het eerst geldig gepubliceerd in 1890 door Karsch.